# Кендра Гаррісон
Кендра Гаррісон (англ. Kendra Harrison, нар. 18 вересня 1992) — американська легкоатлетка, яка спеціалузіється в бар'єрному бігу, чемпіонка та рекордсменка світу.
22 липня 2016 на змаганнях «London Anniversary Games» в Лондоні встановила новий світовий рекорд в бігу на 100 метрів з бар'єрами (12,20), на 0,01 секунди перевершивши попереднє досягнення болгарки Йорданки Донкової 28-річної давнини.
На світовій першості-2019 посіла друге місце в бігу на 100 метрів з бар'єрами.

## Кар'єра
| Рік             | Змагання                     | Місце проведення           | Місце           | Дисципліна             | Результат       | Примітки        |
| Представник США | Представник США              | Представник США            | Представник США | Представник США        | Представник США | Представник США |
| --------------- | ---------------------------- | -------------------------- | --------------- | ---------------------- | --------------- | --------------- |
| 2015            | Чемпіонат світу              | Пекін, Китай               | —               | 100 метрів з бар'єрами | DSQ             |                 |
| 2016            | Чемпіонат світу в приміщенні | Портленд, США              | 8               | 60 метрів з бар'єрами  | 8.87            |                 |
| 2017            | Чемпіонат світу              | Лондон, Велика Британія    | 4               | 100 метрів з бар'єрами | 12.74           |                 |
| 2018            | Чемпіонат світу в приміщенні | Бірмінгем, Велика Британія | 1               | 60 метрів з бар'єрами  | 7.70            |                 |
| 2018            | Чемпіонат NACAC              | Торонто, Канада            | 1               | 100 метрів з бар'єрами | 12.55           |                 |
| 2018            | Континентальний кубок ІААФ   | Острава, Чехія             | 2               | 100 метрів з бар'єрами | 12.52           |                 |
| 2019            | Чемпіонат світу              | Доха, Катар                | 2               | 100 метрів з бар'єрами | 12.46           |                 |
| 2021            | Олімпійські ігри             | Токіо, Японія              | 2               | 100 метрів з бар'єрами | 12.52           |                 |